# Dziewiątka Wronki
KK Dziewiątka Wronki – polski klub kręglarski z siedzibą we Wronkach, założony w 1976 roku. Obecnie drużyny kobiet i mężczyzn występują w Kręglarskiej Superlidze - polskiej najwyższej klasie rozgrywkowej. Łącznie w sporcie licencjonowanym Dziewiątka-Amica posiada ponad sześćdziesięciu graczy.

## Historia
Pierwsze wzmianki o kręglarstwie we Wronkach pochodzą z XIX wieku. Istniała wówczas kręgielnia, na której zbierali się wronieccy ochotnicy do ruchu powstańczego. Przetrwała ona do II Rzeczypospolitej, kiedy Wronki posiadały dwa obiekty tego typu.
W roku 1976 w warsztacie krawca Stanisława Ratajczaka powołano Rzemieślniczy Klub Kręglarski „Dziewiątka”, którego założycielami byli: Zygmunt Algermissell, Eligiusz i Leon Grupińscy, Franciszek, Leon i Stanisław Haak, Leon Hejnowicz, Stanisław Hewusz, Tadeusz Kaszkowiak, Leonard Mamcarz, Leon Misiewicz, Stanisław i Tadeusz Ratajczak, Marian Roszak, Stanisław Spychała, Bolesław Statucki, Jan Wiśniewski. Klub zarejestrowany został 8 grudnia 1976 r.. Przez lata działacze starali się o wybudowanie pierwszej kręgielni. Ostatecznie powstała ona w Domu Rzemiosła, przy dzisiejszym stadionie przy ulicy Leśnej, a jej otwarcie nastąpiło 8 marca 1985 roku. W kolejnych latach do kręgielni dobudowano część hotelową. Od samego początku działalności klub skupiał się na pracy z dziećmi i młodzieżą.
W latach 90. kręglarze Dziewiątki zdobyli swoje pierwsze medale mistrzostw Polski. W 2000 r. obiekt hotelowy wraz z kręgielnią sprzedano Amice S.A. w miejsce, którego wybudowany został Hotel Olympic wraz z trybuną VIP stadionu piłkarskiego I-ligowej Amiki.
Rozpoczęto rozmowy i prace nad nową kręgielnią dla wronieckich kręglarzy. Jej otwarcie nastąpiło 24 listopada 2001 r. W uroczystościach wzięli udział przedstawiciele władz gminy i powiatu, Urzędu Marszałkowskiego, Polskiego Związku Kręglarskiego, duchowieństwa, założycieli i obecnych działaczy Rzemieślniczego Klubu Kręglarskiego „Dziewiątka".
Klub co roku organizuje Puchar Wronek dla dzieci i młodzieży, seniorski Puchar Rzemiosła (memoriał założycieli klubu), oraz od 2004 turniej amatorski Amica Cup. Klub organizował też wiele imprez rangi mistrzostw Polski. W 2016 roku we Wronkach gościł między innymi mistrz świata Vilmoš Zavarko, który zagrał w jubileuszowym turnieju 40-lecia klubu.
W latach 2012-2024 tytularnym sponsorem klubu była wroniecka spółka Amica SA. Po zakończeniu współpracy w 2025 roku klub powrócił do wcześniejszej nazwy wraz z nową identyfikacją wizualną.

### Chronologia nazw
- 1976: Rzemieślniczy Klub Kręglarski (RzKK) Dziewiątka Wronki
- 2001: Klub Kręglarski (KK) Dziewiątka Wronki
- 2012: Klub Kręglarski (KK) Dziewiątka-Amica Wronki
- 2025: Klub Kręglarski (KK) Dziewiątka Wronki